# Laraos (distrito)
O Distrito peruano de Laraos é um dos trinta e dois distritos que formam a Província de Huarochirí, situada no Departamento de Lima, pertencente a Região Lima, na zona central do Peru.

## Transporte
O distrito de Laraos é servido pela seguinte rodovia:
- LM-116, que liga o distrito de Ricardo Palma à cidade de Marcapomacocha (Região de Junín) [1][2][3]